# Antrostomus
Genre
Antrostomus est un genre d'oiseaux de la famille des Caprimulgidae.

## Liste d'espèces
Selon la classification de référence du Congrès ornithologique international (version 5.1, 2015) :
- Antrostomus carolinensis – Engoulevent de Caroline
- Antrostomus rufus – Engoulevent roux
- Antrostomus cubanensis – Engoulevent peut-on-voir
- Antrostomus ekmani – Engoulevent d'Hispaniola
- Antrostomus salvini – Engoulevent de Salvin
- Antrostomus badius – Engoulevent maya
- Antrostomus sericocaudatus – Engoulevent à queue de soie
- Antrostomus ridgwayi – Engoulevent de Ridgway
- Antrostomus vociferus – Engoulevent bois-pourri
- Antrostomus arizonae – Engoulevent d'Arizona
- Antrostomus noctitherus – Engoulevent de Porto Rico
- Antrostomus saturatus – Engoulevent montagnard